# أوسكار سانشيز
أوسكار سانشيز (بالإسبانية: Óscar Sánchez)‏ هو مصارع رياضي إسباني، ولد في 13 يناير 1967.

## روابط خارجية
- أوسكار سانشيز على موقع أوليمبيديا (الإنجليزية)